# Bennane
Bennane o Bennène (in arabo بنان‎?) è una città della Tunisia che fa parte del governatorato di Monastir.
La città conta 5.367 abitanti; insieme con Bodheur forma una municipalità di 12.168 abitanti.
È stata fondata da Simi Hmed El Bennani, un imam esiliato dal Marocco che costruì la moschea che porta il suo nome.